# 규슈조선중고급학교
규슈조선중고급학교(일본어: 九州朝鮮中高級学校)는 일본 후쿠오카현 기타큐슈시에 위치한 조선학교이다.

## 연혁
- 1956년 4월 - 규슈 조선중고급학교 창립
- 1960년 10월 - 철근 3층의 본교사 완성
- 1964년 8월 - 학교법인으로서 현지사로부터 인가
- 1969년 11월 - 강당 완성

1974년 4월 - 규슈조선고급학교로 개칭
- 1985년 8월 - 취주악부가 후쿠오카현 대표로, 제30회 규슈 취주악 콩쿠르 (규슈 지부 대회)·고교의 부(A조)에 출전 [1]
- 2002년 10월 - 중국 대련시 조선족학교와 자매교 관계를 연결
- 2003년
  - 3월 - 신교사 건설 공사 개시
  - 4월 - 진산으로 이전(1년)
- 2004년
  - 3월 - 신교사 완성
  - 4월 - 규슈조선중고급학교로 변경
    - 4월 25일 - 교사 준공식(규슈 중고, 기타큐슈 초급)
- 2022년
  - 4월 - 기타큐슈 조선초급학교와 통합해 규슈조선 초중고급학교로 변경

## 학과
- 고급부
- 중급부